# Dywizja Podolsko-Bracławska

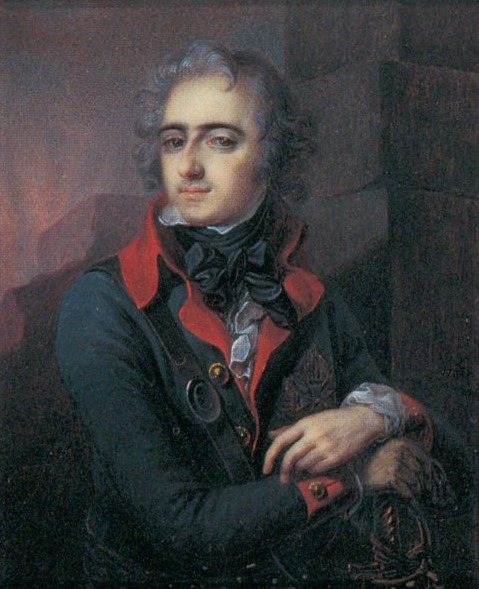
Książę Józef Poniatowski, dowódca Dywizji Podolsko-Bracławskiej

Dywizja Podolsko-Bracławska – jedna z dywizji w składzie armii koronnej, dowodzona przez księcia Józefa Poniatowskiego.
Jednym z głównych zadań żołnierzy dywizji była ochrona granic Rzeczypospolitej na jej południowo-wschodnim odcinku.
15 lipca 1790 książę Poniatowski tak pisał do Komisji Wojskowej Koronnej:

lud tutejszy po słobodach i nowych osadach, złożony po większej części z Wołochów, Nowoserbów, Mało Rosjanów, skłonny bardziej niż inny do wędrowania i emigracji... Dla lepszego zabezpieczenia granic i zaradzenia, aby krajowi ludzie, ile możliwości za granicę nie uchodzili, potrzeba będzie przy każdej grobli i przejeździe kordegardę ze stajnią postawić; tam warta i rogatki przejazdu zabronią. Równie po stepach i suchych granicach... co pół mili kordegardę ze stajnią wystawić potrzeba będzie... Sąsiedzi nasi już dawno podobne obwarowania u siebie poczynili i miejscami okopali. Stąd u nich taki posterunek redutą nazywają.

Apele te na niewiele się zdały i 5 lat później Rzeczpospolita zniknęłą z mapy Europy.